# Високе Мито (місто)
Високе Мито (чеськ. Vysoké Mýto) — місто в східній Чехії, на річці Лучна в Пардубіцькому краї.

## Географія
Місто Високе Мито знаходиться на північному сході Чехії. Саме місто поділено на 10 районів. Через місто протікає річка Лучна.

## Історія
На території, де сьогодні знаходиться Високе-Міто, виявлено поселення кам'яного віку.
Починаючи з IV століття до нашої ери, тут селяться кельти, потім германці. У ІХ столітті сюди прийшли слов'яни. У XI столітті чеський князь Вратислав II збудував замок Врацлав.
У 1262 році король Отокар II засновує місто Високе-Мито. У XIV столітті настає господарський розквіт торговельного міста. Після гуситських воєн, у яких Високе Мито підтримав імператора, місто отримало додаткові пільги та привілеї. Під час Тридцятирічної війни неодноразово зазнавав нападів і був зруйнований, різко скоротилася кількість жителів. Новий економічний підйом починається у XVIII столітті.
У період починаючи з XVI століття і по 1918 місто називалося «Гогенмаут» (Hohenmauth), значну частину населення становили німці.
У роки Другої світової війни Високе Мито було зайняте німецькими військами. Після закінчення війни все німецьке населення міста було депортовано до Німеччини.
У 1968—1991 роках у місті знаходилися військові частини Радянської армії.

## Економіка
В місті функціонував завод Karosa чеський виробник автобусів, з 1999 року входить в холдинг Irisbus.

## Світлини

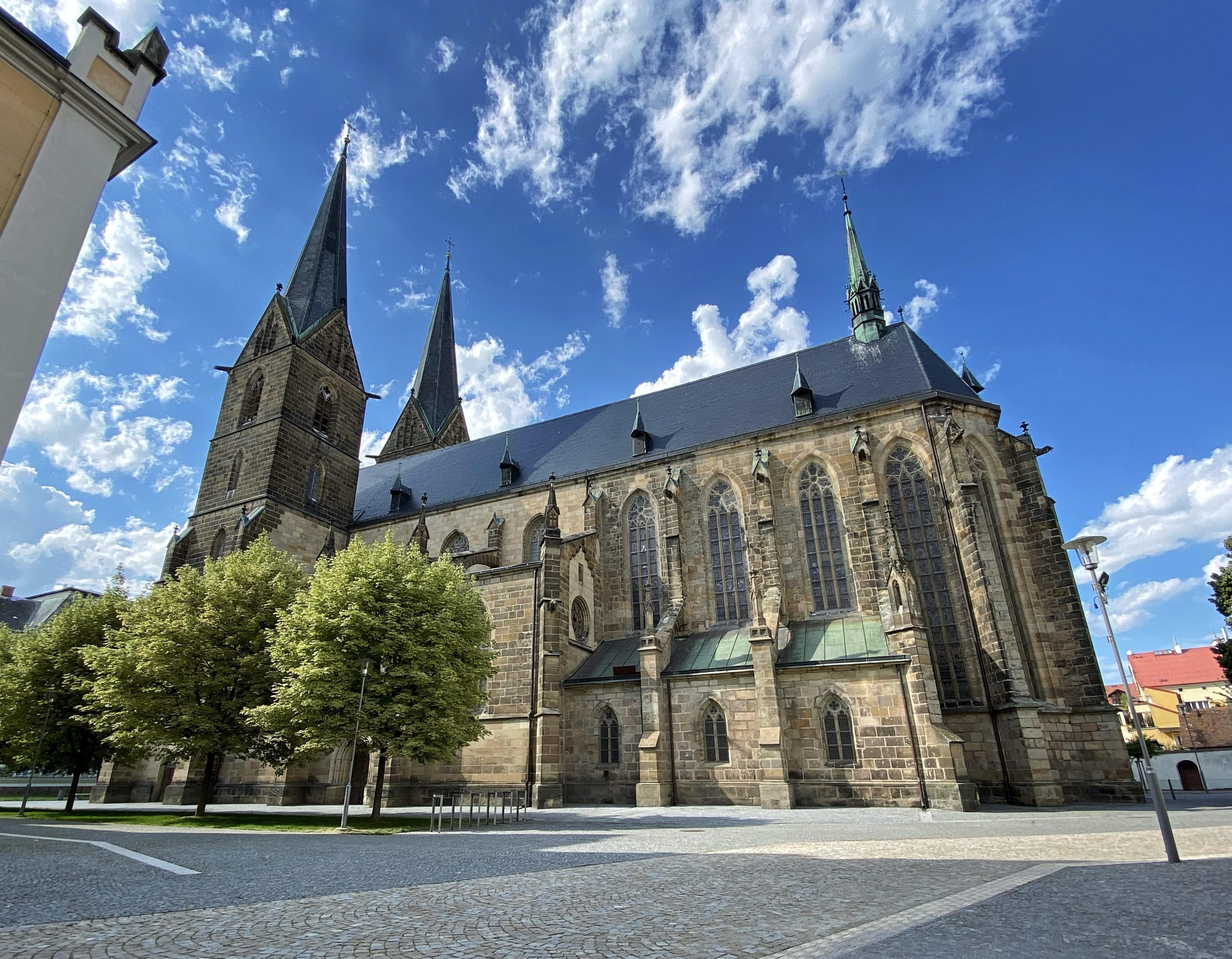
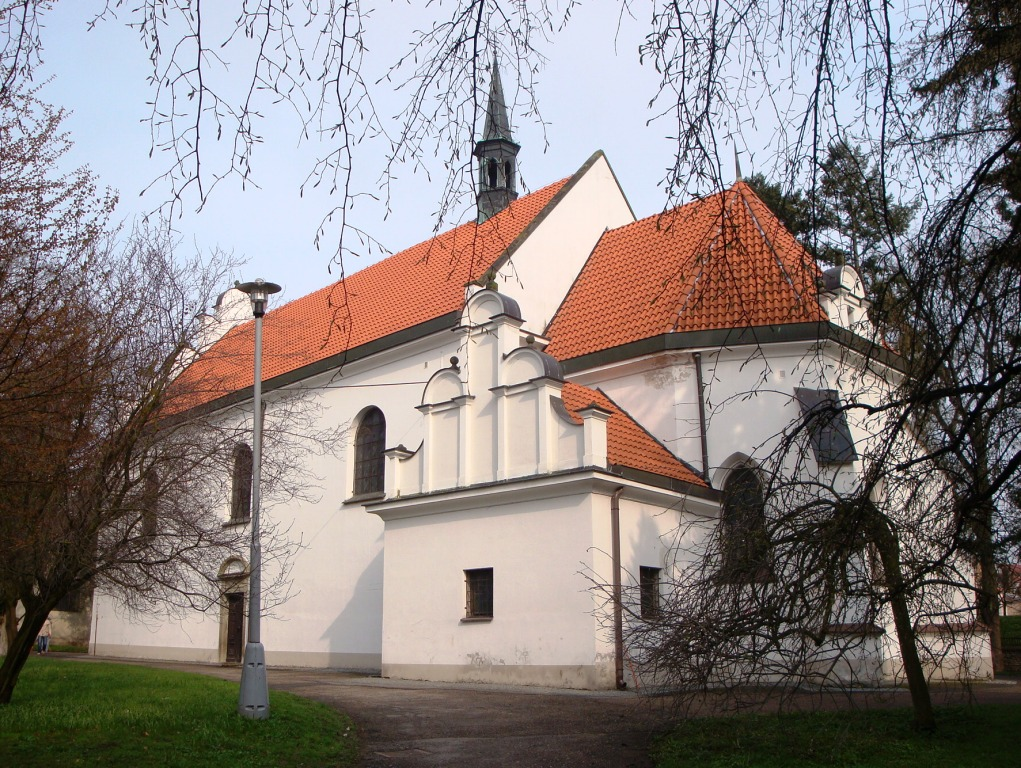
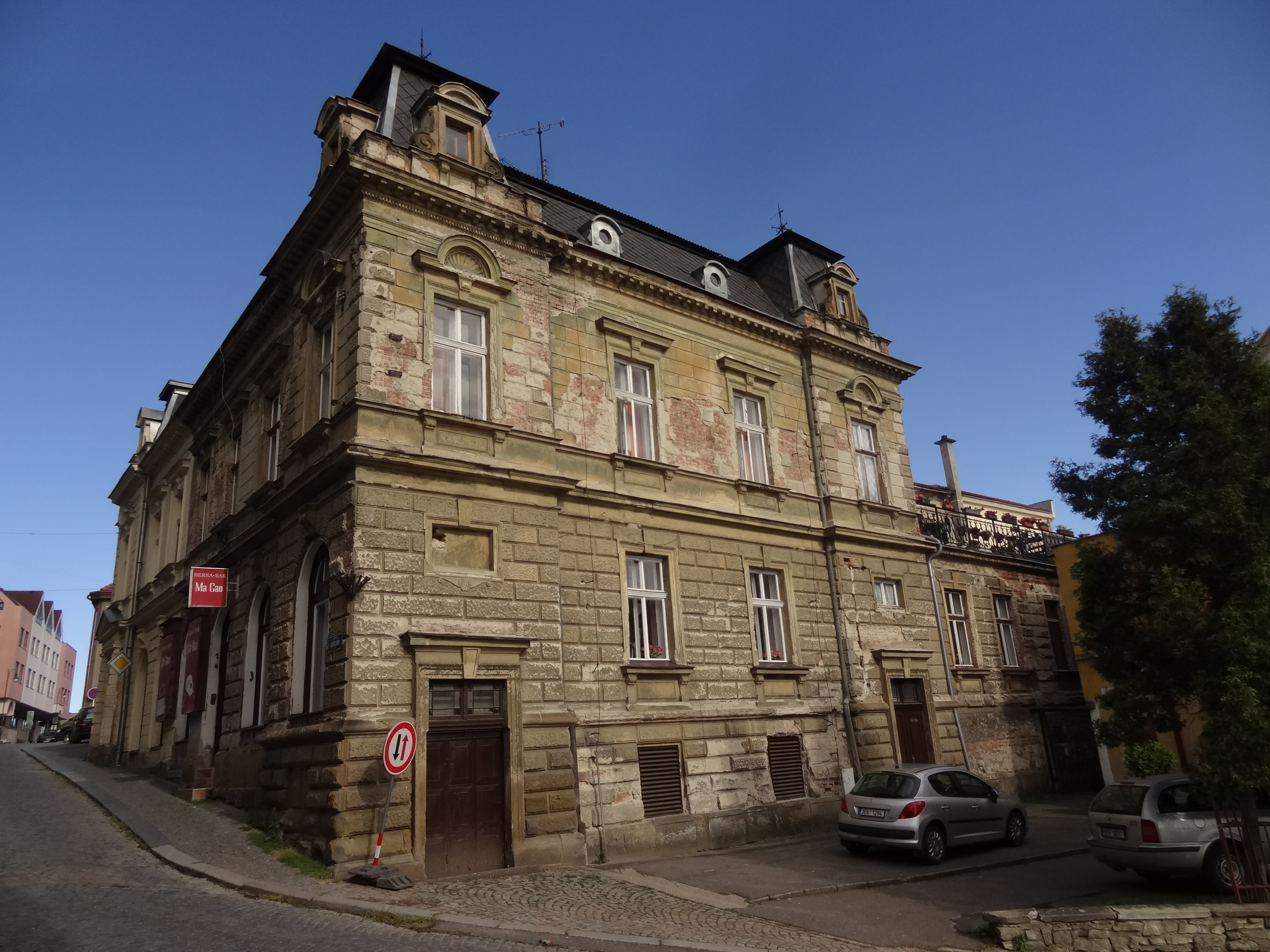
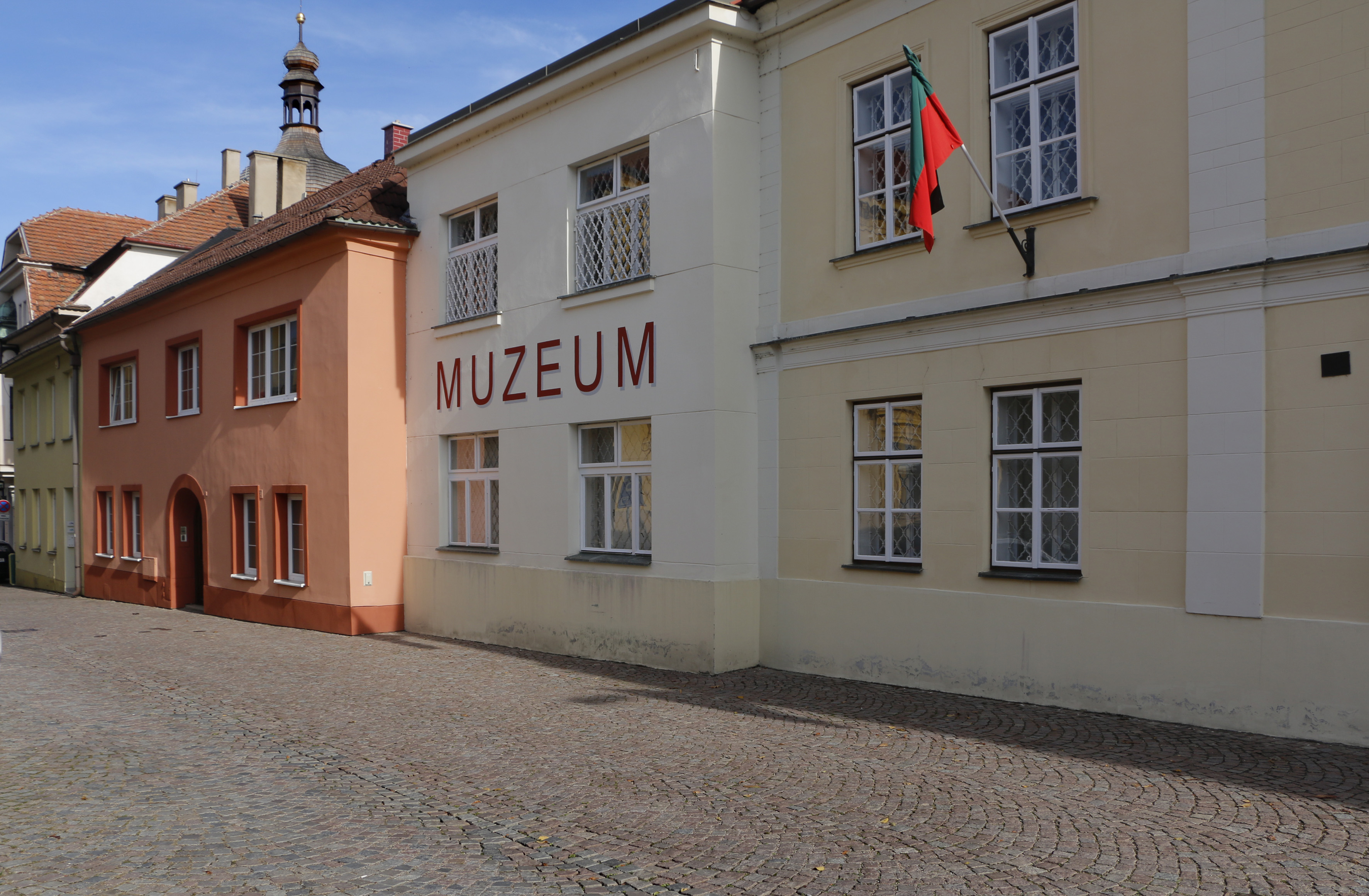
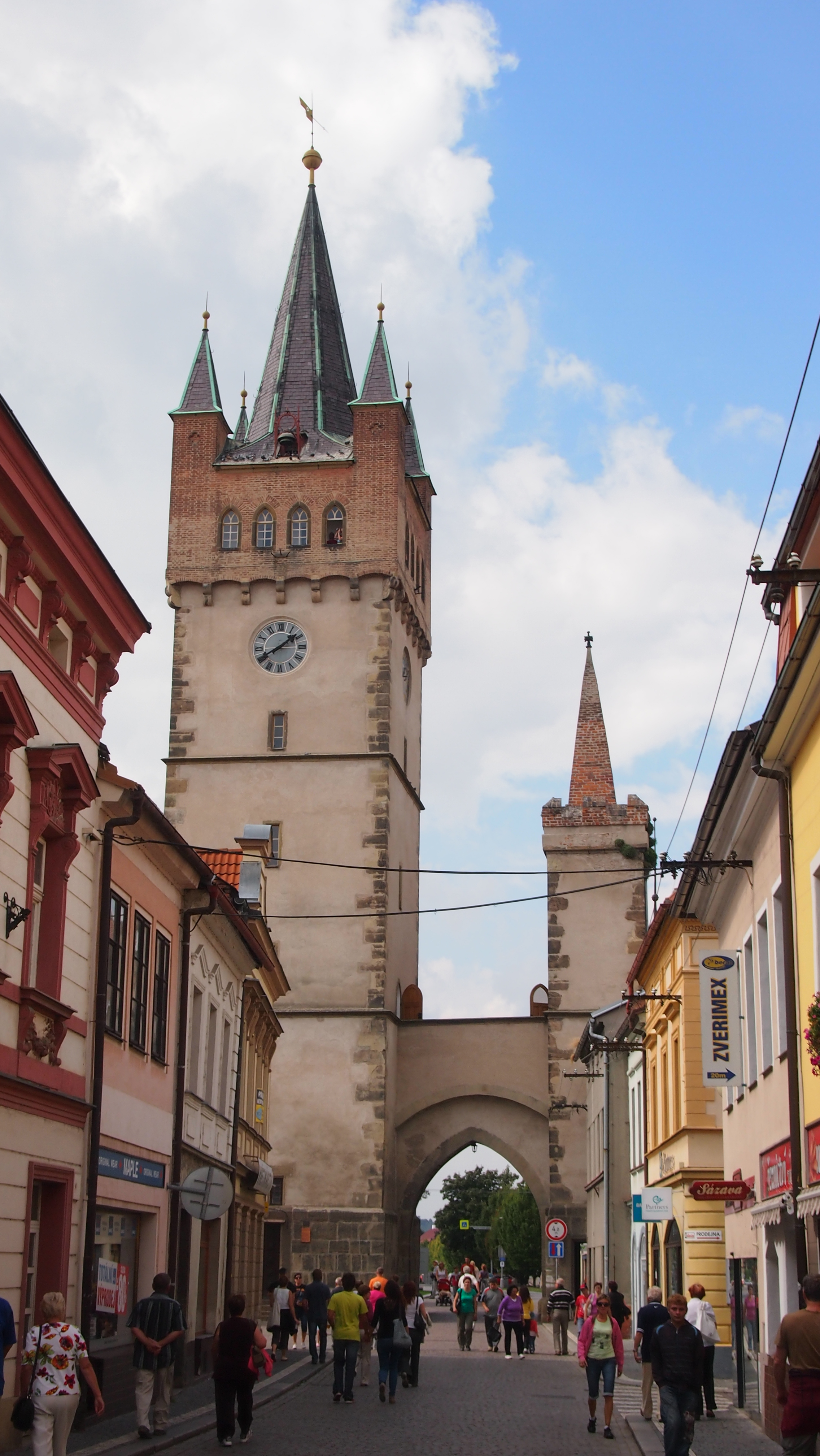

## Партнерські міста
- Німеччина, Корбах
- Німеччина, Верль
- Польща, Пижице
- Франція, Анноне
- Болгарія, Варна